# Primum vivere deinde philosophari

Primum vivere deinde philosophari (bien qu'il n'y ait pas de virgule, la phrase se lit avec une césure : primum vivere, deinde philosophari) est une expression latine qui signifie « Vivre d'abord, puis philosopher ». Il s'agit d'une invitation à mener une existence active avant de se consacrer à la réflexion spéculative ; c'est aussi un avertissement contre ceux qui se consacrent à la théorisation, sans avoir les pieds sur terre.

## Histoire
L'on attribue habituellement la phrase à Hobbes, même si elle semble avoir déjà été utilisée antérieurement. 
Une expression conceptuellement similaire (mais opposée) est utilisée dans Don Quichotte, plus précisément dans le Dialogue entre Babieca et Rossinante. Babieca, le cheval du Cid, déclare : « Vous êtes métaphysique » ; ce à quoi Rossinante, le cheval décharné de Don Quichotte, répond : « Non, c'est que je ne mange pas. ».
L'expression est également similaire à la maxime : « D'abord le devoir, puis le plaisir. ».
Il existe d'autres formulations de l'expression: Primum manducare, deinde philosophari (D'abord manger, puis philosopher), ou Primum panem, deinde philosophari (D'abord le pain, puis la philosophie), ainsi que Primum bibere, deinde philosophari (D'abord boire, puis philosopher). Bien que la première partie du proverbe change de forme - les plus communes étant panem, manducare et vivere, la seconde partie ne peut grammaticalement pas changer : philosophari (être philosophe, agir en philosophe) est un verbe déponent dont l'infinitif a un sens actif.